# 喻春梅
喻春梅（1964年—），江西南昌人，汉族，中华人民共和国政治人物、第十二届全国人民代表大会江西地区代表。
曾任南昌市公共交通总公司电车公司2路驾驶员专业。加入中国共产党。2013年，担任全国人大代表。2018年2月24日，当选为第十三届全国人大代表。